# Кальсада-де-Вальдунсьєль
Кальсада-де-Вальдунсьєль (ісп. Calzada de Valdunciel) — муніципалітет в Іспанії, у складі автономної спільноти Кастилія-і-Леон, у провінції Саламанка. Населення — 643 особи (2010).
Муніципалітет розташований на відстані близько 180 км на північний захід від Мадрида, 13 км на північ від Саламанки.

## Демографія
Динаміка населення (INE ):

## Зовнішні посилання
- Провінційна рада Саламанки: індекс муніципалітетів [Архівовано 23 квітня 2009 у Wayback Machine.]
- Посилання на Google Maps